# Gerhard Schuster

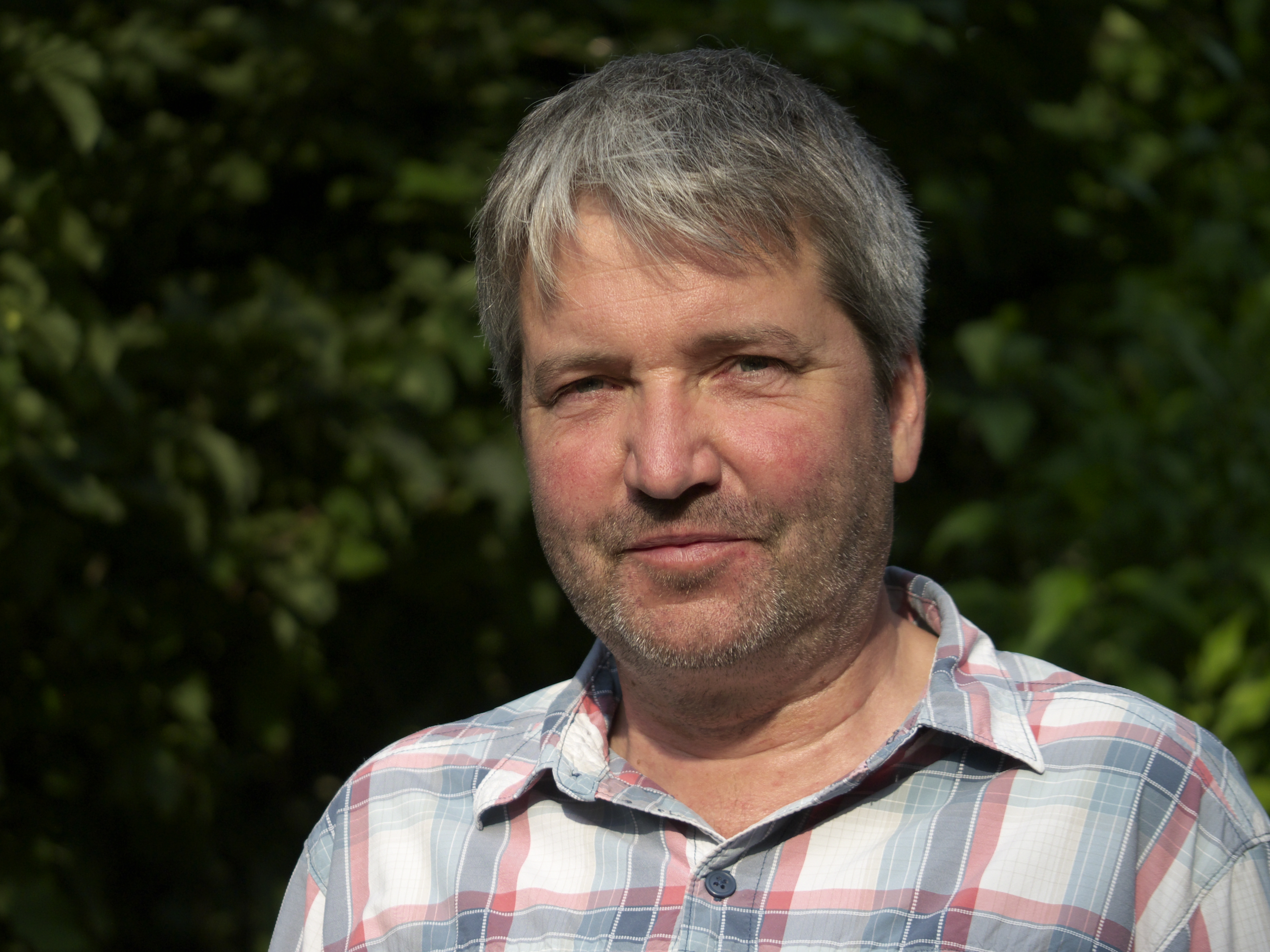
Gerhard Schuster im Sommer 2018

Gerhard Schuster (* 1966 in Höxter) ist ein deutscher Geologe, Naturfotograf und Autor.

## Biografie
Nach seinem Abitur am Westfalen-Kolleg Paderborn studierte Schuster von 1992 bis 1999 Geologie am Institut für Geologie und Dynamik der Lithosphäre der Georg-August-Universität in Göttingen.
Seitdem entwickelt und konstruiert er Prüfstände für petrophysikalische Laborexperimente in der Felsmechanik, hauptsächlich Triaxialgeräte. Seit 2023 ist er bei der BGR tätig.
Schuster veröffentlicht seit 2009 weltweit Naturfotos in diversen Medien für eine Vielzahl von Verlagen und Institutionen. Als Autor veröffentlicht er Artikel für den Tintling, Wandkalender und Pilzbücher.
Sein Pilzbuch für Anfänger wurde bislang in sechs Sprachen veröffentlicht.
Die Deutsche Gesellschaft für Mykologie (DGfM) vergab 2018 zum ersten Mal ein Qualitätssiegel an Schusters besonders konzipiertes Einsteiger-Pilzbuch. Im Oktober 2022 schaffte es das Buch erstmals in die Spiegel-Bestsellerliste.
Er ist verheiratet und lebt seit 2013 im Ortsteil Oberrieden von Bad Sooden-Allendorf. Für den Geo-Naturpark Frau-Holle-Land ist er als Naturparkführer tätig.
Seit 2023 ist er Beauftragter für Öffentlichkeitsarbeit im Präsidium der DGfM.

## Veröffentlichungen
- G. Schuster, C. Schneider: 10 Pilze – Die sichersten Arten finden und bestimmen 2. Auflage. Ulmer-Verlag, 2022.
- G. Schuster, C. Schneider: Pilzliebe – Das Waldpilz-Kochbuch. Ulmer-Verlag, 2025.

daneben zahlreiche Artikel (Auszug):
- G. Schuster: Die Dickröhrlinge des Sommers im Kerstlingeröder Feld bei Göttingen. Der Tintling 82, 2013
- G. Schuster: Großsporige Porenscheibe, Poronia erici  im Kreis Göttingen gefunden. Der Tintling 87, 2014
- G. Schuster: Spaltblättlinge in der Ölförderung. Der Tintling 92, 2015
- G. Schuster: Der alte Kaiser Wilhelm und seine Pilze. Der Tintling 98, 2016
- G. Schuster: Kraterpilze im Kirschenland[15]. Der Tintling 125, 2020
- G. Schuster: Pilz gegen Pilz im Einsatz für eine Dorflinde. Der Tintling 131, 2021
- G. Schuster: Die neue Lust auf eine Handvoll Morcheln. Der Tintling 135, 2022
- G. Schuster: Fernerkundung von Wiesenpilzstandorten. Der Tintling 137, 2022
- G. Schuster: Dem Herren gebühren die Morcheln. Der Tintling 154, 2025

## Auszeichnungen
- Highlight beim internationalen Naturfotografenpreis Glanzlichter der Naturfotografie 2016[16]
- Food Photographer of the Year commended place 2014[17], 2017[18], 2018[19] und 2019[20]